# Maria Chiara Gadda
Maria Chiara Gadda (Tradate, 6 febbraio 1980) è una politica italiana.

## Biografia
Nata il 6 febbraio 1980 a Tradate, in provincia di Varese, dopo la maturità scientifica si è laureata in ingegneria gestionale presso il Politecnico di Milano, ha lavorato in una azienda multinazionale metalmeccanica come ingegnere.
Aderente al Partito Democratico (PD), è stata responsabile delle Giovani Democratiche nella provincia di Varese, segretario di circolo, membro dell’Assemblea regionale del PD Lombardia e della Direzione Provinciale Varesina.
Alle elezioni comunali in Lombardia del 2009 viene eletta come consigliera comunale di Fagnano Olona, carica ricoperta fino al 2013.
Alle elezioni politiche del 2013 viene candidata alla Camera dei deputati, tra le liste del PD nella circoscrizione Lombardia 2 in dodicesima posizione, venendo eletta deputata. Nella XVII legislatura della Repubblica è stata componente della 8ª Commissione Ambiente, Territorio e Lavori pubblici e segretaria della Commissione parlamentare d'inchiesta sul sistema di accoglienza, identificazione e trattenimento dei migranti, oltre ad impegnarsi nel promuovere una proposta di legge contro lo spreco di cibo, detta appunto "Legge Gadda", approvata nel 2016 con un'amplissima maggioranza (Legge 19 agosto 2016, n. 166 "Disposizioni concernenti la donazione e la distribuzione di prodotti alimentari e farmaceutici a fini di solidarietà sociale e per la limitazione degli sprechi").
Alle elezioni politiche del 2018 viene ricandidata alla Camera, tra le liste del PD come capolista nel collegio plurinominale Lombardia 2 - 01, venendo rieletta deputata a Montecitorio.
Il 18 settembre 2019, in seguito alla scissione nel Partito Democratico promossa da Matteo Renzi, decide di abbandonare il gruppo parlamentare del Partito Democratico ed iscriversi al nuovo partito di centro del senatore fiorentino, Italia Viva, con altri 40 parlamentari. Il 21 aprile 2021 viene nominato dai presidenti d'Italia Viva Teresa Bellanova ed Ettore Rosato coordinatrice regionale in Lombardia del partito.
Verrà rieletta alle elezioni politiche anticipate del 25 settembre 2022 nella lista Azione - Italia Viva, diventando segretario - delegato d'aula del gruppo parlamentare.